# Auburn Hills, Michigan
Auburn Hills (före detta Pontiac Township) är en stad i Oakland County, Michigan, USA. Vid 2010 års folkräkning var befolkningen 21 412

## Stadsliv
Auburn Hills ligger i stort sett längs med I-75 och härbärgerar ett välmående näringsliv. Vid Oakland University Technology Park har Comerica (en av USA:s största banker), Electronic Data Systems (EDS) (Ross Perots tidigare IT-jätte med över 136 000 anställda, numera uppköpt av HP) och Chrysler alla byggt egna campus. Det stora antalet tech- och andra företag som huserar i staden gör att antalet människor som rör sig i staden uppgår till 80 000 en vanlig vardag.

### Företag
Förutom det stora antalet techföretag har även många företag i bilbranschen förlagt sina huvudkvarter till Auburn Hills, däribland BorgWarner (underleverantör i bilbranschen med 29 000 anställda världen över), Guardian Industries (glas- och andra bildelstillverkare med 17 000 anställda världen över), Autolivs amerikanska gren, GKN Automotives (underleverantör i bilbranschen med 31 000 anställda världen över) amerikanska gren, Volkswagen/Audis nordamerikanska huvudkontor och Maseratis amerikanska huvudkontor.

## Sport
I staden fanns även The Palace of Auburn Hills. En 23 000 platser stor arena som medan den var NBA-arena var hemmaplan för NBA-laget Detroit Pistons och WNBA-laget Detroit Shock. Det var där "The malice in the palace", även kallat "Basketbrawl" utspelade sig. Efter ett antal turer kring ägandet efter dess storhetstid bestämde de nya ägarna av arenan skulle rivas och rivningen påbörjades i december 2019.